# Rudolf Slánský

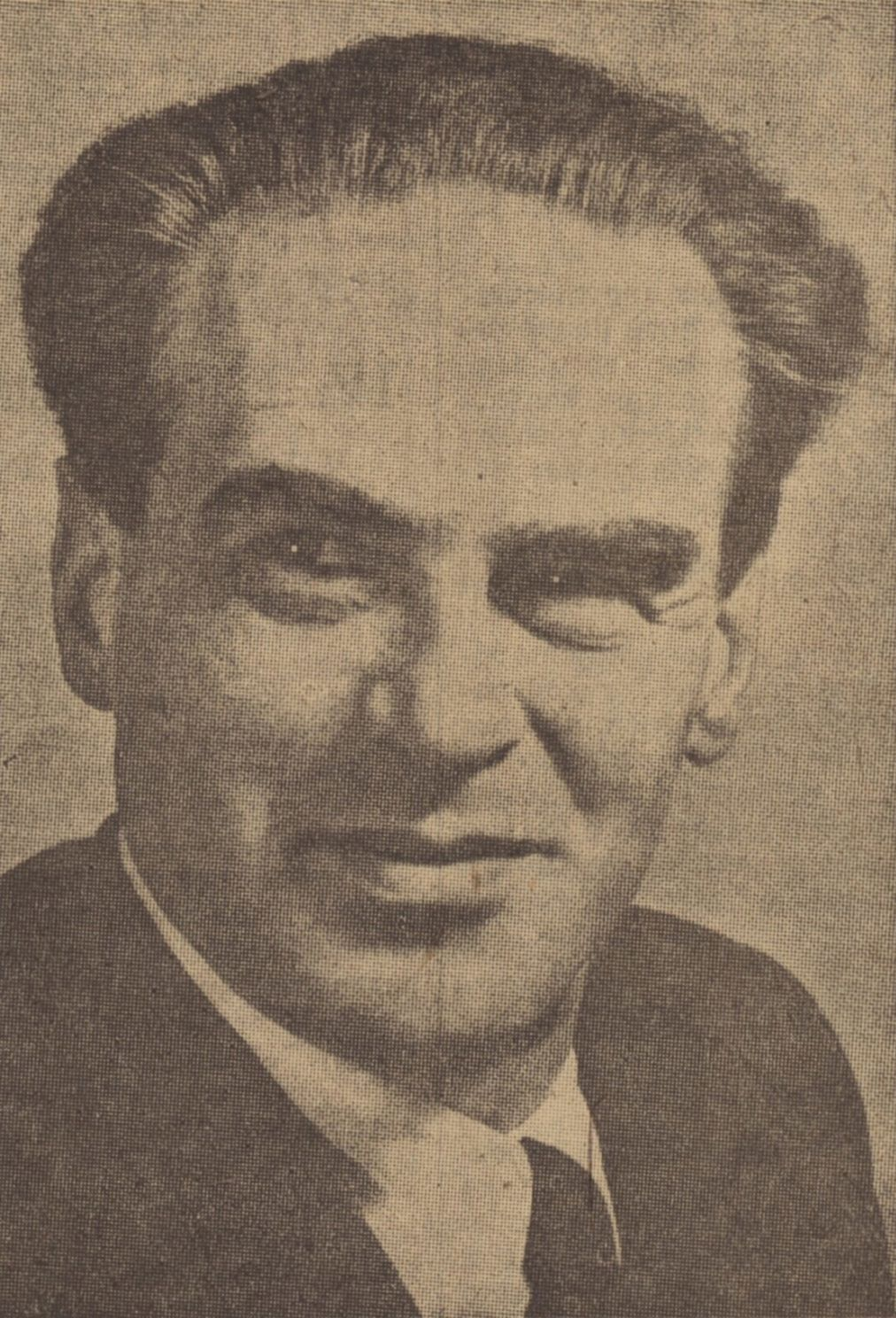
Rudolf Slánský

Rudolf Slánský, właśc. Rudolf Salzmann (ur. 31 lipca 1901 w Nezvěsticach, zm. 3 grudnia 1952 w Pradze) – czechosłowacki działacz komunistyczny pochodzenia żydowskiego.
Od 1921 był członkiem Komunistycznej Partii Czechosłowacji (KPCz). Od 1929 członkiem Komitetu Centralnego i Biura Politycznego KPCz. W 1938, po aneksji czeskich Sudetów przez Niemcy, udał się do ZSRR, skąd powrócił w 1944 w związku ze słowackim powstaniem narodowym. Od 1945 był sekretarzem generalnym KC KPCz, odpowiedzialnym za rozpoczęcie represji politycznych. 8 września 1951 został usunięty ze stanowiska i zastąpiony przez Klementa Gottwalda, a 13 listopada 1951 aresztowany. Rok później został wraz z 13 innymi byłymi wysokimi funkcjonariuszami partyjnymi żydowskiego pochodzenia oskarżony o działalność antynarodową i szpiegostwo na rzecz Izraela. W procesie 22–27 listopada 1952 skazany na śmierć (podobnie jak 10 innych oskarżonych; 3 pozostałych dostało wyroki dożywocia). 3 grudnia 1952, wyrokiem sądu, został stracony przez powieszenie.